# Magic in the Moonlight
Magic in the Moonlight is een Amerikaanse romantische komedie uit 2014, geschreven en geregisseerd door Woody Allen. De hoofdrollen zijn voor Colin Firth, Emma Stone, Hamish Linklater, Marcia Gay Harden, Jacki Weaver, Erica Leerhsen, Eileen Atkins, en Simon McBurney. 

## Verhaal
Een wereldberoemde illusionist, Wei Ling Soo, treedt in 1928 op in Berlijn met zijn befaamde goochelvoorstelling. Als hij het podium verlaat ziet de kijker dat hij eigenlijk een Brit is met de naam Stanley (Colin Firth). In zijn kleedkamer wordt hij begroet door zijn oude vriend en collega illusionist Howard Burkan (Simon McBurney). Howard zet Stanley ertoe aan met hem mee te gaan naar de Côte d'Azur waar een rijke Amerikaanse familie, de Catledges, blijkbaar door een helderziende Sophie (Emma Stone) in het ootje genomen wordt. Hun zoon Brice (Hamish Linklater), is zelfs verliefd op Sophie en zijn zuster Caroline (Erica Leerhsen) en zwager George (Jeremy Shamos) zijn bang dat Brice haar ten huwelijk vraagt. Howard zegt dat hij de trucs van Sophie nog niet kunnen ontmaskeren heeft, en geeft toe dat hij zelfs echt begint te geloven dat ze bovennatuurlijke krachten heeft. Daarom wil hij dat Stanley, die eerder al charlatans ontmaskerd heeft, hem helpt om te bewijzen dat ze een bedriegster is.
Howard and Stanley reizen naar de Franse Riviera, en Stanley is al snel onder de indruk van Sophie, die vanuit een soort trance zeer persoonlijke details over hem en zijn familie kan opdissen. Stanley ziet in een séance zelfs een kaars boven tafel zweven en Howard is verbaasd dat hij niets bijzonders kan zien als hij de kaars vastpakt. Stanley begint meer tijd met Sophie door te brengen. Als ze overvallen worden door een regenbui, komen ze terecht in een observatorium waar Stanley ook als kind weleens kwam. Na de regen openen ze het dak en kijken naar de sterren.
Als Stanley en Sophie zijn tante Vanessa (Eileen Atkins) bezoeken, lijkt Sophie met behulp van Vanessa's parels bijna alles over diens grote liefdesaffaire te kunnen achterhalen. Hierdoor wordt Stanley eindelijk overtuigd van Sophies talent en hij geeft toe dat hij tot dan fout geweest is. Hij bekijkt de wereld met nieuwe ogen en breekt zelfs zijn verloving met zijn even rationele vriendin Olivia af.
Stanley houdt een persconferentie en maakt wereldkundig dat hij, die heel zijn leven charlatans ontmaskerd heeft, nu iemand gevonden heeft die bovennatuurlijke krachten heeft. Wanneer de journalisten hem onderwerpen aan een spervuur van vragen, krijgt hij het nieuws dat zijn tante Vanessa een auto-ongeluk gehad heeft.
Stanley staat op het punt in God en gebed te geloven, maar besluit toch nog een keer te proberen Sophie te ontmaskeren. Door een truc uit zijn eigen show laat hij iedereen denken dat hij de kamer verlaat, maar hij blijft en kan zo Sophie en Howard afluisteren. Het blijkt dat zij samen een list beraamd hebben om Stanley te misleiden. Sophie kon al die dingen weten doordat Howard met haar samenwerkte. Howard had haar inderdaad eerder ontmaskerd, maar besloot haar te gebruiken om Stanley een peer te stoven. 
Stanley is eerst kwaad maar later vergeeft hij Howard en Sophie. Hij ziet in dat hij verliefd is op Sophie. Hij vraagt haar ten huwelijk maar eerst weigert ze. Later volgt ze hem toch en de film eindigt als ze elkaar omhelzen.

## Cast
- Colin Firth als Stanley Crawford
- Emma Stone als Sophie Baker
- Hamish Linklater als Brice
- Marcia Gay Harden als Mrs. Baker
- Jacki Weaver als Grace
- Erica Leerhsen als Caroline
- Eileen Atkins als Aunt Vanessa
- Simon McBurney als Howard Burkan

## Muziek
Soundtrack
1. "You Do Something to Me" van Cole Porter, door Leo Reisman
2. "Alles Schwindel" van Mischa Spoliansky en Marcellus Schiffer, door Ute Lemper
3. "Moritat" uit De Driestuiversopera van Kurt Weill en Bertolt Brecht, door Conal Fowkes
4. "Dancing With Tears in My Eyes" van Joe Burke en Al Dubin, door Nathaniel Shilkret
5. "Big Boy" van Milton Ager en Jack Yellen, door Bix Beiderbecke
6. "Thou Swell" uit A Connecticut Yankee van Richard Rodgers en Lorenz Hart, vertolkt door Bix Beiderbecke
7. "Sorry" van Raymond Klages, door Bix Beiderbecke & His Gang
8. "The Sheik of Araby" van Harry B. Smith, Francis Wheeler en Ted Snyder, door Sidney De Paris en De Paris Brothers Orchestra
9. "Chinatown, My Chinatown" van William Jerome en Jean Schwartz, door de Firehouse Five Plus Two
10. "Remember Me" van Sonny Miller, door Al Bowlly
11. "Charleston" van James P. Johnson en R. C. McPherson, door Paul Whiteman & His Orchestra
12. "Sweet Georgia Brown" van Ben Bernie, Maceo Pinkard en Kenneth Casey, door The California Ramblers
13. "You Call It Madness (But I Call It Love)" van Con Conrad, Gladys DuBois, Russ Colombo en Paul Gregory, door Smith Ballew and His Piping Rock Orchestra
14. "At the Jazz Band Ball" van Larry Shields, Anthony S. Barbaro, D. James LaRocca en Edwin B. Edwards, door Bix Beiderbecke & His Gang
15. "It All Depends on You" van Ray Henderson, Lew Brown en B. G. DeSylva, door Ruth Etting
16. "I'll Get By (As Long as I Have You)" van Fred E. Ahlert en Roy Turk, door Conal Fowkes

In de film maar niet op de soundtrack
- "The Adoration of the Earth" van The Rite of Spring van Igor Stravinsky, door het London Festival Orchestra
- Boléro van Maurice Ravel, door het Royal Philharmonic Orchestra
- Molto vivace, tweede beweging van Symphony No. 9 in D minor van Ludwig van Beethoven, door het Royal Philharmonic Orchestra
- "Thou Swell" van A Connecticut Yankee van Richard Rodgers en Lorenz Hart, vertolkt door Cynthia Sayer en Hamish Linklater
- "I'm Always Chasing Rainbows" van Harry Carroll en Joseph McCarthy, door Cynthia Sayer en Hamish Linklater
- "Who?" van Sunny door Oscar Hammerstein II, Otto Harbach en Jerome Kern, door David O'Neal en Hamish Linklater